# 217
El año 217 (CCXVII) fue un año común comenzado en miércoles del calendario juliano, en vigor en aquella fecha.
En el Imperio romano el año fue nombrado como el del consulado de Presente y Extricato o, menos comúnmente, como el 970 Ab urbe condita, siendo su denominación como 217 posterior, de la Edad Media, al establecerse el Anno Domini.

## Acontecimientos
- En Roma, Calixto I es nombrado papa de la Iglesia católica.
- 8 de abril: Macrino, quien era prefecto del Pretorio e inspirador del asesinato de su predecesor, el emperador Caracalla, se convierte en emperador romano (hasta junio del 218).
- 23 de agosto: en Roma, en medio de una tormenta de rayos se incendia el Coliseo.[1]

## Fallecimientos
- 4 de abril: Caracalla, emperador romano.
- 20 de diciembre: Ceferino, papa romano.
- Asclepíades de Antioquía, patriarca de Antioquía.
- Filadelfo de Bizancio, obispo de Bizancio.
- Yehudah Hanasí, rabino.
- Julia Domna, emperatriz consorte romana.